# Andrej Šustr
Andrej Šustr, född 29 november 1990 i Pilsen i Tjeckoslovakien, är en tjeckisk professionell ishockeyspelare som spelar för HC Red Star Kunlun i KHL.
Han har tidigare spelat på NHL-nivå för Anaheim Ducks och Tampa Bay Lightning och på lägre nivåer för San Diego Gulls och Syracuse Crunch i AHL, University of Nebraska Omaha i NCAA, Youngstown Phantoms i USHL, Kenai River Brown Bears i NAHL samt HC Plzen U20 och HC Dukla Jihlava U20 i Tjeckien.
Šustr blev aldrig draftad av något NHL-lag.
Den 5 juli 2018 skrev han som free agent på ett ettårskontrakt värt 1,3 miljoner dollar med Anaheim Ducks.
Han skrev på ett ettårskontrakt med HC Red Star Kunlun i KHL den 6 juni 2019.